# Liste der State-, U.S.- und Interstate-Highways in Massachusetts
Dies ist eine nach ihrer Nummerierung sortierte Aufstellung von State Routes, U.S. Highways und Interstates im US-Bundesstaat Massachusetts.

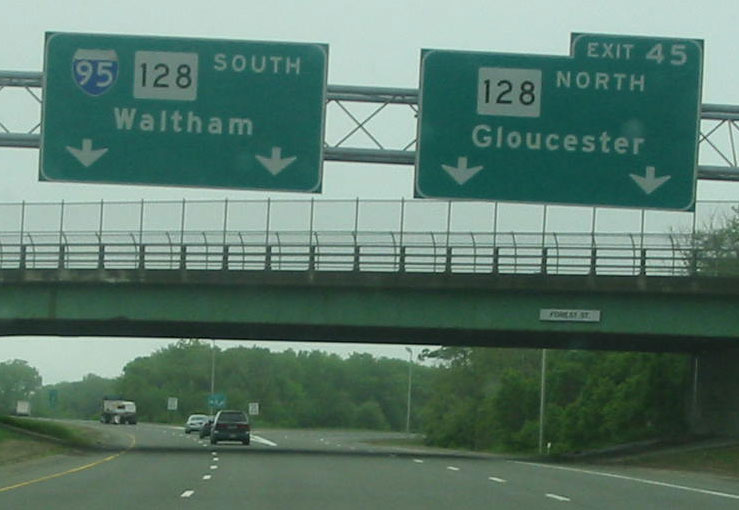
Interstate 95 in Peabody

## Streckenlängen
- Der längste nummerierte Highway des Bundesstaates ist mit 153 mi (246,2 km) der U.S. Highway 20.
- Die längste State Route ist mit 151,92 mi (244,5 km) die Massachusetts Route 28.
- Der längste Interstate Highway ist mit 138,1 mi (222,3 km) der Massachusetts Turnpike.
- Die kürzeste State Route ist mit 0,23 mi (0,4 km) die Massachusetts Route 15. Der kürzeste ausgewiesene Highway ist mit 0,92 mi (1,5 km) die Massachusetts Route 108. Beides sind kurze Verlängerungen von State Routes benachbarter Bundesstaaten.
- Die kürzeste State Route, die vollständig auf dem Gebiet von Massachusetts liegt, ist mit 1 mi (1,6 km) die Massachusetts Route 240.
- Der kürzeste Interstate Highway in Massachusetts ist mit 4 mi (6,4 km) die Interstate 295 als Verlängerung der I-295 in Rhode Island.

## State Routes

### Gegenwärtige Strecken
| Massachusetts Route 1A Massachusetts Route 2 Massachusetts Route 2A Massachusetts Route 3 Massachusetts Route 3A Massachusetts Route 4 Massachusetts Route 6A Massachusetts Route 7A Massachusetts Route 8 Massachusetts Route 8A Massachusetts Route 9 Massachusetts Route 10 Massachusetts Route 12 Massachusetts Route 13 Massachusetts Route 14 Massachusetts Route 15 Massachusetts Route 16 Massachusetts Route 18 Massachusetts Route 19 Massachusetts Route 20A Massachusetts Route 21 Massachusetts Route 22 Massachusetts Route 23 Massachusetts Route 24 Massachusetts Route 25 Massachusetts Route 27 Massachusetts Route 28 Massachusetts Route 28A Massachusetts Route 30 Massachusetts Route 31 Massachusetts Route 32 Massachusetts Route 32A Massachusetts Route 33 Massachusetts Route 35 Massachusetts Route 36 Massachusetts Route 37 Massachusetts Route 38 Massachusetts Route 39 Massachusetts Route 40 Massachusetts Route 41 Massachusetts Route 43 Massachusetts Route 47 Massachusetts Route 49 Massachusetts Route 53 Massachusetts Route 56 Massachusetts Route 57 Massachusetts Route 58 | Massachusetts Route 60 Massachusetts Route 62 Massachusetts Route 63 Massachusetts Route 66 Massachusetts Route 67 Massachusetts Route 68 Massachusetts Route 70 Massachusetts Route 71 Massachusetts Route 75 Massachusetts Route 78 Massachusetts Route 79 Massachusetts Route 80 Massachusetts Route 81 Massachusetts Route 83 Massachusetts Route 85 Massachusetts Route 88 Massachusetts Route 96 Massachusetts Route 97 Massachusetts Route 98 Massachusetts Route 99 Massachusetts Route 101 Massachusetts Route 102 Massachusetts Route 103 Massachusetts Route 104 Massachusetts Route 105 Massachusetts Route 106 Massachusetts Route 107 Massachusetts Route 108 Massachusetts Route 109 Massachusetts Route 110 Massachusetts Route 111 Massachusetts Route 112 Massachusetts Route 113 Massachusetts Route 114 Massachusetts Route 114A Massachusetts Route 115 Massachusetts Route 116 Massachusetts Route 117 Massachusetts Route 118 Massachusetts Route 119 Massachusetts Route 120 Massachusetts Route 121 Massachusetts Route 122 Massachusetts Route 122A Massachusetts Route 123 Massachusetts Route 124 Massachusetts Route 125 Massachusetts Route 126 Massachusetts Route 127 | Massachusetts Route 127A Massachusetts Route 128 Massachusetts Route 129 Massachusetts Route 129A Massachusetts Route 130 Massachusetts Route 131 Massachusetts Route 132 Massachusetts Route 133 Massachusetts Route 134 Massachusetts Route 135 Massachusetts Route 136 Massachusetts Route 137 Massachusetts Route 138 Massachusetts Route 139 Massachusetts Route 140 Massachusetts Route 141 Massachusetts Route 142 Massachusetts Route 143 Massachusetts Route 145 Massachusetts Route 146 Massachusetts Route 146A Massachusetts Route 147 Massachusetts Route 148 Massachusetts Route 149 Massachusetts Route 150 Massachusetts Route 151 Massachusetts Route 152 Massachusetts Route 159 Massachusetts Route 168 Massachusetts Route 169 Massachusetts Route 177 Massachusetts Route 181 Massachusetts Route 183 Massachusetts Route 186 Massachusetts Route 187 Massachusetts Route 189 Massachusetts Route 192 Massachusetts Route 193 Massachusetts Route 197 Massachusetts Route 198 Massachusetts Route 203 Massachusetts Route 213 Massachusetts Route 220 Massachusetts Route 225 Massachusetts Route 228 Massachusetts Route 240 Massachusetts Route 286 Massachusetts Route 295 |

### Außer Dienst gestellte und umgebaute Strecken
| Massachusetts Route C1 Massachusetts Route 3B Massachusetts Route 5A Massachusetts Route 9A Massachusetts Route C9 Massachusetts Route 11 Massachusetts Route 15 Massachusetts Route 17 Massachusetts Route 26 Massachusetts Route 28 Massachusetts Route C37 Massachusetts Route 45 | Massachusetts Route 52 Massachusetts Route 64 Massachusetts Route 71 Massachusetts Route 86 Massachusetts Route 93 Massachusetts Route 143 Massachusetts Route 110A Massachusetts Route 115A Massachusetts Route 128A Massachusetts Route 190 Massachusetts Route 204 Massachusetts Route 209 |

## U.S. Highways

### Gegenwärtige Strecken
- U.S. Highway 1
- U.S. Highway 3
- U.S. Highway 5
- U.S. Highway 6
- U.S. Highway 7
- U.S. Highway 20
- U.S. Highway 44
- U.S. Highway 202

### Außer Dienst gestellte und umgebaute Strecken
- U.S. Highway 5AA

## Interstate Highways

### Gegenwärtige Strecken
- Interstate 84
- Interstate 90 (Massachusetts Turnpike)
- Interstate 91
- Interstate 93
- Interstate 95
- Interstate 190
- Interstate 195
- Interstate 290
- Interstate 291
- Interstate 295
- Interstate 391
- Interstate 395
- Interstate 495

### Außer Dienst gestellte und umgebaute Strecken
- Interstate 86 (Massachusetts)
- Interstate 695 (Massachusetts)
- Interstate 895 (Massachusetts)
- Business Spur 495 (Massachusetts)